# Friesen-Droapen

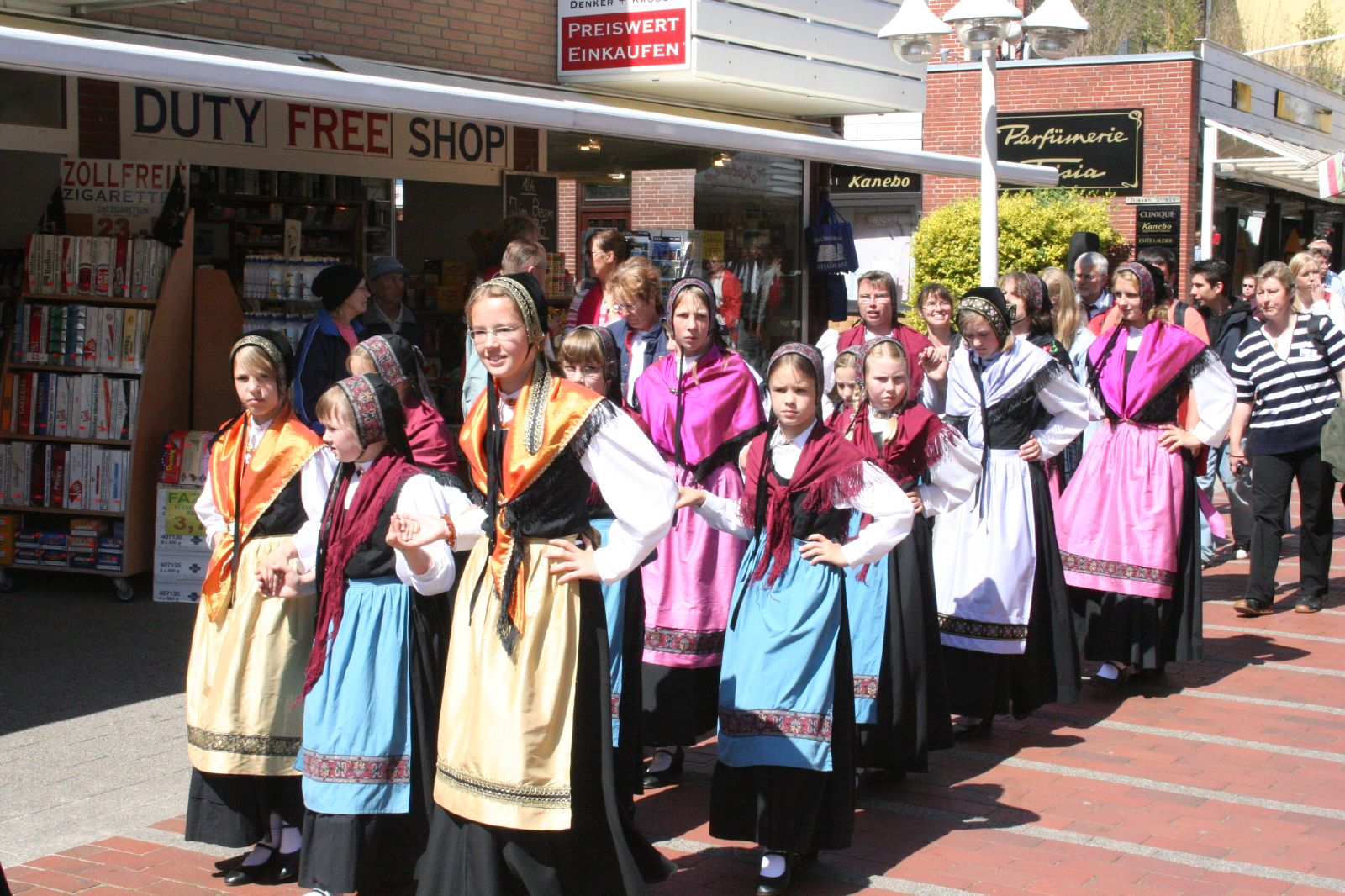
Trachtenumzug beim Friesentreffen auf Helgoland 2007.

Das Friesen-Droapen (Friesentreffen, bis 1998 unter dem Namen Sternfahrt der Friesen bekannt) ist eine mehrtägige kulturelle Veranstaltung auf der friesischen Insel Helgoland. 
Die Veranstaltung findet alle drei Jahre statt und soll ein Bild der friesischen Tanz- und Musikkultur in ihrer ganzen Verschiedenheit bieten. Seit jüngerer Zeit gibt es auch Veranstaltungen zu friesischen Spielen und Medien. Die Beiträge kommen aus dem ganzen friesischen Siedlungsgebiet. Die Veranstaltung dauert zwei bis drei Tage und zieht Tausende von Besuchern nach Helgoland.
Das Friesen-Droapen ist eine gemeinsame Initiative der Gemeinde Helgoland, des Friesenrates und des Landes Schleswig-Holstein.